# Cavalleria rusticana (film 1916 Falena)
Cavalleria rusticana è un film muto italiano del 1916 diretto da Ugo Falena.
La pellicola trae ispirazione dall'omonima novella di Giovanni Verga, pubblicata da Treves a Milano nel 1880.
È una storia d'amore e di gelosie, ambientata in un paese siciliano, Vizzini, nel secondo Ottocento.